# 달중씨의 신데렐라
《달중씨의 신데렐라》는 2003년 2월 2일부터 KBS 2TV에서 방송되었던 설특집 드라마다.

## 등장 인물

### 주요 인물
- 김국진 : 봉달중 역

### 그 외 인물
- 김민희 : 최선화 역
- 강부자 : 복희 역
- 윤여정 : 필순 역
- 정은표 : 심기봉 역
- 윤용현 : 강창배 역
- 이자영 : 김혜실 역
- 김일우 : 명우 역
- 박가령